# Eugenio Torre
Pour les articles homonymes, voir Torre.
Pour les autres joueurs d'échecs nommés Torre, voir Carlos Torre et Vittorio Torre.
Eugenio Torre (né le 4 novembre 1951 à Iloilo aux Philippines) est un grand maître philippin du jeu d'échecs. Il est considéré comme le plus fort joueur philippin des années 1980 et 1990.

## Carrière

### Débuts aux échecs
Torre apprend les rudiments du jeu de son père quand il a six ans (en 1957). Comme il présente des aptitudes pour le jeu, il est inscrit à des tournois scolaires qu'il remporte. Sa vie se tourne alors vers le jeu et il passe la plupart de son temps à jouer des matchs d'entraînement avec son frère et son père. Étudiant, il continue à remporter des tournois, notamment le championnat national junior alors qu'il a 16 ans. Il quitte alors l'école pour se consacrer aux échecs et participe pour la première fois aux Olympiades en 1970.

### Années 1970 et 1980
En 1972, il décroche le titre de maître international. En 1974, alors qu'il a 22 ans, il remporte le championnat des Philippines et le tournoi de Torremolinos (tournoi Costa del Sol). Il devient le premier grand maître du continent asiatique grâce à une médaille de bronze remportée à l'Olympiade de Nice. Il atteint alors la 63e place mondiale avec un classement Elo de 2 515 en janvier 1975.
Torre remporte le tournoi de Manille en 1976, devançant le champion du monde en titre, Anatoli Karpov, auquel il inflige une défaite qui fit sensation. Ce succès le plaça à la 36e place au classement mondial de janvier 1977. Il remporte à nouveau le tournoi de Manille en 1979. Il gagne le tournoi de Djakarta en 1978 et 1979, le tournoi de Baguio en 1980.

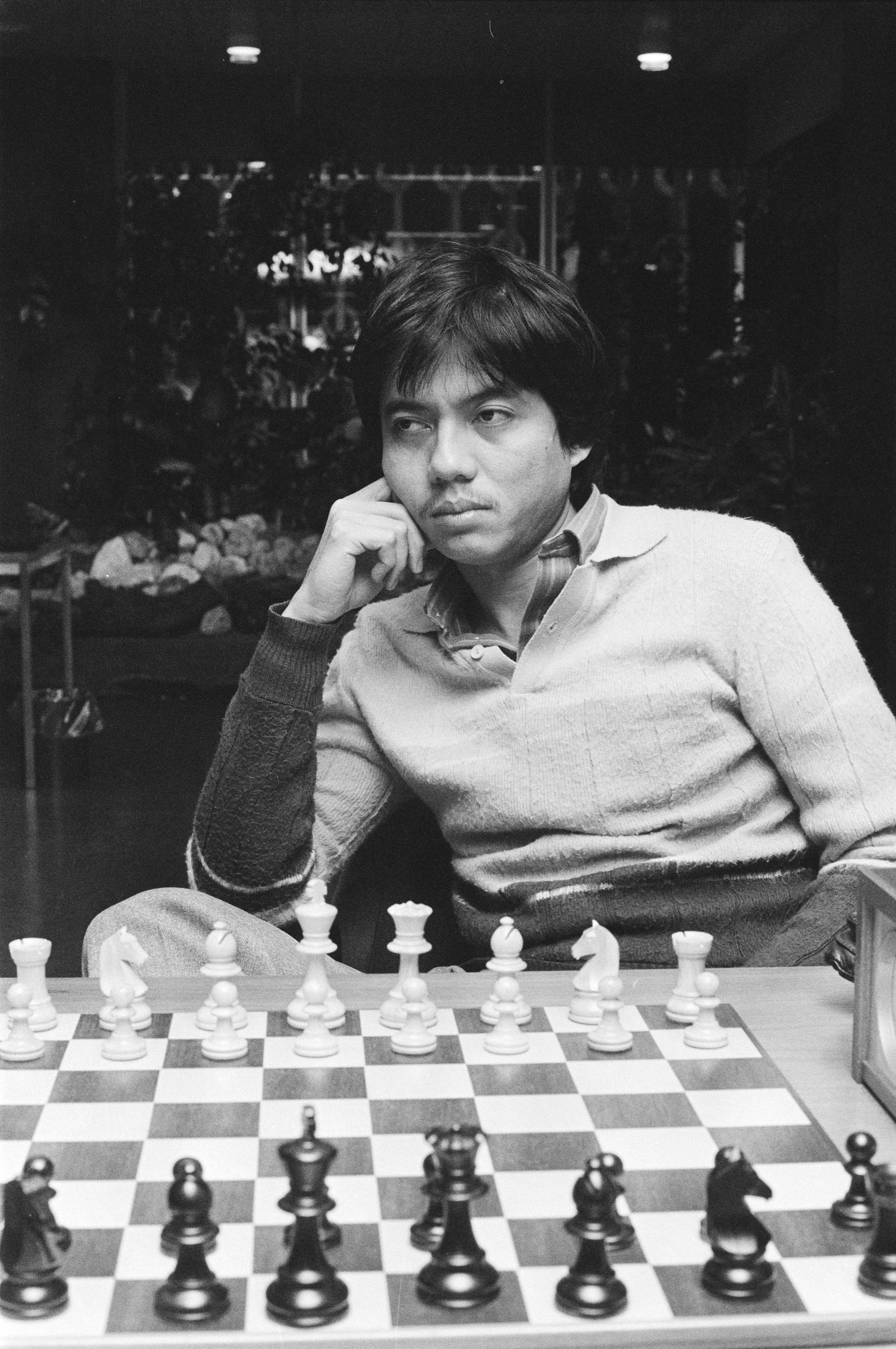
Eugenio Torre en 1982

Il atteint un pic de sa carrière dans les années 1980, il est vingtième joueur mondial dans le classement publié en janvier 1983 avec un Elo de 2 580 points. Il se qualifie pour les quarts de finale des candidats en 1983. Il est moins présent en tournoi après son élimination. Il devient présentateur d'une émission de télévision quotidienne d'une heure Chess Today.

### Tournois interzonaux et match des candidats

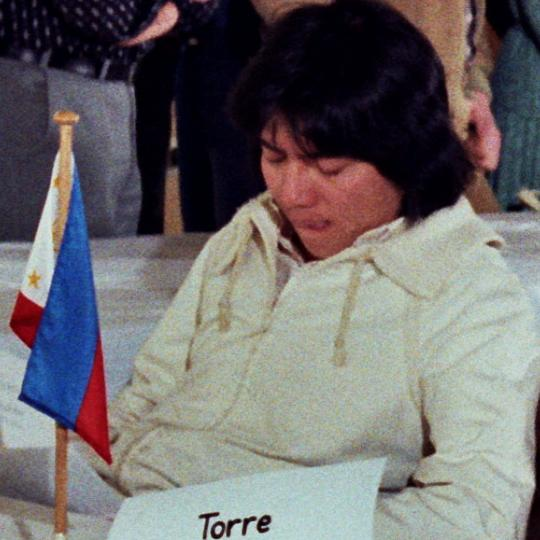
Eugenio Torre en 1981

- Eugenio Torre finit à 13e-14e place du tournoi interzonal de Leningrad en 1973.
- En 1976, il est seizième du tournoi interzonal de Manille.
- En 1979, à Rio de Janeiro, il termina à la 7e-9e place.
- Torre remporte le tournoi interzonal de Toluca en 1982 et se qualifie pour les matchs des candidats au championnat du monde d'échecs 1984. Il est éliminé en quart de finale par Zoltan Ribli sur le score de 6-4.
- En 1987, il finit septième du tournoi interzonal de Zagreb.
- En 1990, il termine à la 29e-37e place du tournoi interzonal de Manille.

### Années 1990 et 2000
L'amitié de Torre pour Bobby Fischer était bien connue. Il travailla pour l'équipe de Fischer pour son « match revanche » de 1992 contre Boris Spassky. Torre a également interviewé Fischer pour Radio Bomba des Philippines, où celui-ci tient des propos controversés.
En 1996, il coopère avec Fischer pour le lancement en Argentine des échecs aléatoires Fischer, une variante du jeu d'échecs inventée par le champion américain. À cette période, il raconte qu'un jour, alors qu'il voyage avec Fischer dans un taxi de Buenos Aires, il est reconnu par le chauffeur de taxi qui lui demande « Savez-vous ce qu'est devenu ce cinglé de Fischer ? ».
Torre remporte le championnat des Philippines en 2002, à 51 ans. En 2006, il participe au 2e tournoi international de Saint-Marin où il finit 4e-11e avec 6,5/9 et premier Philippin devant ses compatriotes Mark Paragua, Wesley So, Oliver Dimakiling, Darwin Laylo et Rolando Nolte.
En 2004, il reçoit le Prix Gusi de la Paix, catégorie « Sports ».

## Compétitions par équipes
Sa carrière, qui couvre plus de 40 ans, l'a vu jouer à 23 Olympiades d'échecs entre 1970 et 2016 (à toutes les éditions sauf 2008). Il participe à ses 20e et 21e olympiades en 2010 et 2012, égalant puis battant le record de Lajos Portisch. Il a défendu le premier échiquier des Philippines à 17 reprises, excepté aux éditions de 1970 et depuis 2006, et gagné 4 médailles de bronze. Il a également participé à six reprises au championnat asiatique par équipe en 1977, 1979, 1981, 1983, 1986 et 1993, et une fois au championnat du monde étudiant par équipe, en 1969.